# Alfredo Torres
Pour les articles homonymes, voir Torres.
Alfredo Torres (né le 31 mai 1931 à Zapopan au Mexique et mort le 10 novembre 2022 à Guadalajara) est un joueur de football mexicain, qui jouait en tant que milieu de terrain.

## Biographie

### En club
Il commence à jouer au football pour le club du CD Imperio jusqu'en 1951. En senior, il rejoint le club du CF Atlas avec qui il évolue pendant presque vingt ans.

### En sélection
En sélection, il reçoit cinq capes entre 1953 et 1954 avec l'équipe du Mexique, et dispute la Coupe du monde 1954 en Suisse.

### Entraîneur
Après sa carrière de joueur, il entame une carrière d'entraîneur. Il prend alors les rênes de son ancien club, le CF Atlas.
Il meurt le 10 novembre 2022, à 91 ans.